# Yeimer López
Yeimer López, född den 28 augusti 1982 i Granma, är en kubansk friidrottare som tävlar i kort- och medeldistanslöpning.
López började sin karriär med att tävla på 400 meter. Han var i semifinal både vid VM 2003 och vid Olympiska sommarspelen 2004.
Vid både VM 2005 och 2007 deltog han på 800 meter emellertid utan att ta sig vidare till finalen. Däremot var han i final vid Olympiska sommarspelen 2008 där han slutade på en sjätte plats på tiden 1.45,88.

## Personliga rekord
- 400 meter - 45,11
- 800 meter - 1.43,07